# Центріоль

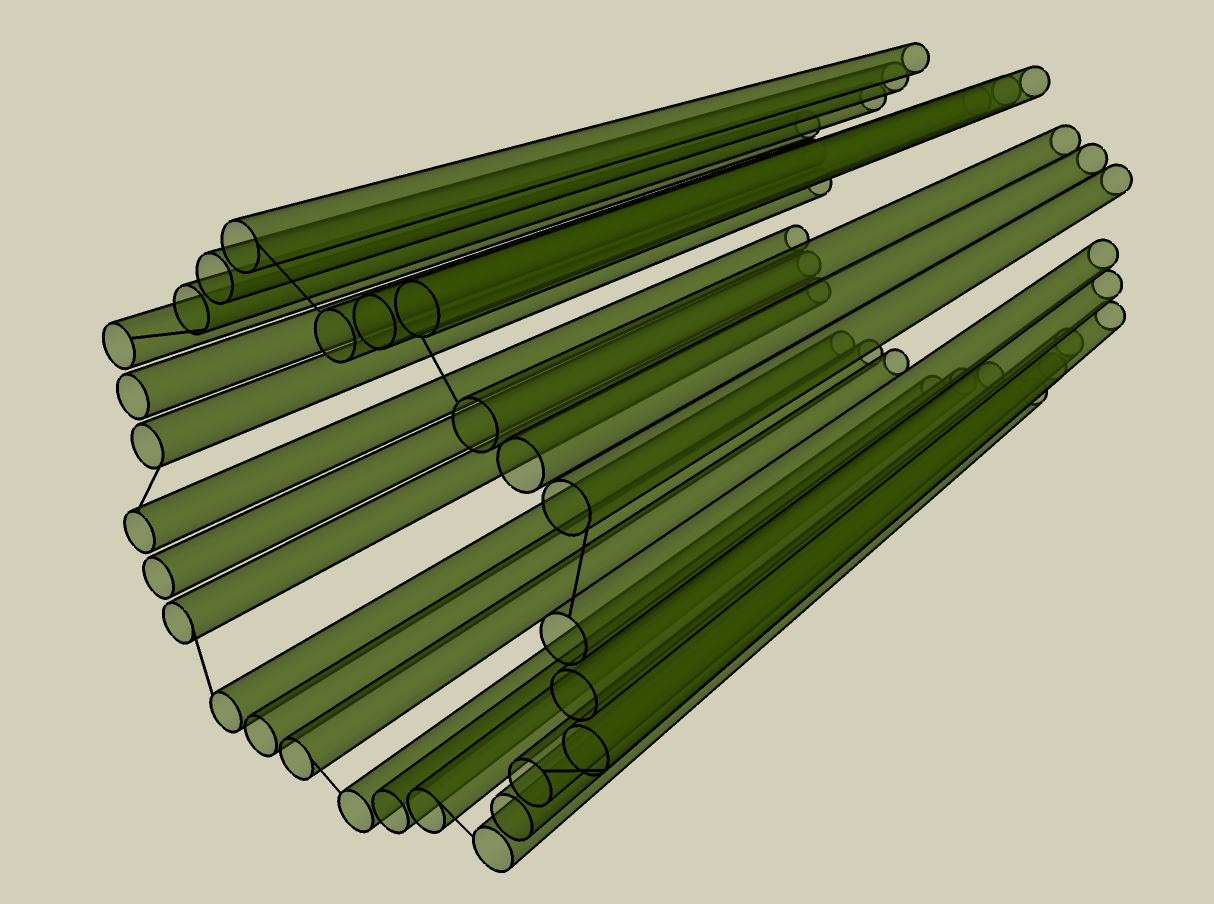
Схема центріолі

Центріоль — невелика органела, що входить до складу клітинного центру, розташована в цитоплазмі біля ядра. 
Являє собою циліндр, стінки якого побудовані з дев'яти триплетів мікротрубочок, довжина 0,2—0,8 мкм. Структурним елементом мікротрубочок є білок тубулін. В клітинах зазвичай дві центріолі, оточені центросомою. Центріоль характерна для усіх тваринних та деяких рослинних клітин.
Функція центріолі полягає в утворенні веретена поділу під час розмноження клітин. Крім того вони беруть участь в утворенні війок та джгутиків.

## Будова
Термін запропонував Теодор Бовері в 1895 році. Тонку будову центріолей вдалося вивчити за допомогою електронного мікроскопа. У деяких об'єктах вдавалося спостерігати центріолі, зазвичай розташовані в парі (діплосома), і оточені зоною більш світлої цитоплазми, від якої радіально відходять тонкі фібрили (центросфери). Сукупність центріолей і центросфери називають  клітинним центром.
Найчастіше пара центріолей лежить поблизу ядра. Кожна центріоль побудована з 27 циліндричних елементів ( мікротрубочок), згрупованих в 9 триплетів, утворених в результаті полімеризації білка тубуліна. Дев'ять  триплетів микротрубочок розташовані по колу, утворюючи таким чином порожній циліндр. Його ширина близько 0,15 мкм, а довжина такого циліндра 0,3-0,5 мкм. Перша микротрубочка триплета (А-микротрубочка) має діаметр близько 25 нм і товщину стінки 5 нм, яка складається з 13 глобулярних субодиниць. Довжина кожного триплета дорівнює довжині центриолі. Друга і третя (B і C) мікротрубочки відрізняються від A-мікротрубочки тим, що вони є неповними, містять 11 субодиниць і впритул прилягають до своїх сусідів Кожен триплет розташовується до радіусу такого циліндра під кутом близько 40°.
До складу центріолі входять білки центрини, наявні лише в евкаріотів
. В геномі людини відомо 3 гени центринів: CETN1, CETN2 і CETN3.

## Функції
Центріолі завжди розташовані в зоні без чітко вираженої структури, яка ініціює розвиток микротрубочок. Цю ділянку клітини називають центросомою. Саме вона утворює веретено поділу, а не центріолі. Це дозволяє пояснити той факт, чому рослини і гриби, які не мають центріолей, здатні утворювати веретено. Функція центріолей залишається невідомою. Можливо, вони беруть участь в орієнтації веретена згідно полюсів, до яких буде відбуватися поділ клітини (цитокінез). Модифіковані центріолі також розташовані біля основи джгутиків і війок у найпростіших, там їх називають базальними тільцями.

## Цикл розвитку
Зазвичай протягом  клітинного циклу центріоль подвоюється один раз. Поряд з кожною половинкою «материнської» центріоллю добудовується «дочірній» циліндрик; відбувається це, як правило, протягом G2-періоду інтерфази. У профазі мітозу дві центріолі розходяться до полюсів клітини і формують дві центросоми. Центросоми в свою чергу служать ЦОМТ (центрами організації мікротрубочок) веретена поділу. Однак від цієї загальної схеми існує маса відхилень. У багатьох клітинах центріолі багаторазово подвоюються за один клітинний цикл. При дозріванні яйцеклітин у переважної більшості тварин центріолі руйнуються (при цьому багато білків, що входять до складу центросом, як і раніше наявні в клітині). При утворенні сперматозоїдів, навпаки, деградує центросома; одна з центріолей перетворюється в базальне тільце джгутика, а друга зберігається інтактною. Однак у миші і інших гризунів (на відміну від інших ссавців), а також у равликів деградують і обидві центріолі сперматозоїдів. Після запліднення нові центріолі утворюються в зиготі або шляхом подвоєння центріолі, внесеної сперматозоїдом, або утворюються заново.[джерело?]